# Pŏptong-gun
Pŏptong-gun (koreanska: 법동군) är en kommun i Nordkorea.   Den ligger i provinsen Kangwŏn-do, i den centrala delen av landet, 120 km öster om huvudstaden Pyongyang.